# تونینیو (بازیکن فوتبال، زاده ۱۹۴۸)
تونینیو (پرتغالی: Toninho; ۷ ژوئن ۱۹۴۸ – ۸ دسامبر ۱۹۹۹) بازیکن فوتبال اهل برزیل بود.
از باشگاه‌هایی که در آن بازی کرده‌است می‌توان به باشگاه فوتبال آمریکا، باشگاه فوتبال فلومیننزه، باشگاه فوتبال فلامینگو، و باشگاه فوتبال الاهلی عربستان سعودی اشاره کرد.
وی همچنین در تیم ملی فوتبال برزیل بازی کرده‌است.